# Villafranca del Cid
Villafranca del Cid (em castelhano) ou Vilafranca (em valenciano) é um município da Espanha na província de Castelló, Comunidade Valenciana. Tem 93,8 km² de área e em 2021 tinha 2 201 habitantes (densidade: 23,5 hab./km²).

## Demografia
| Variação demográfica do município entre 1991 e 2004 | Variação demográfica do município entre 1991 e 2004 | Variação demográfica do município entre 1991 e 2004 | Variação demográfica do município entre 1991 e 2004 |
| --------------------------------------------------- | --------------------------------------------------- | --------------------------------------------------- | --------------------------------------------------- |
| 1991                                                | 1996                                                | 2001                                                | 2004                                                |
| 2748                                                | 2740                                                | 2570                                                | 2569                                                |